# Rathaus Dugny

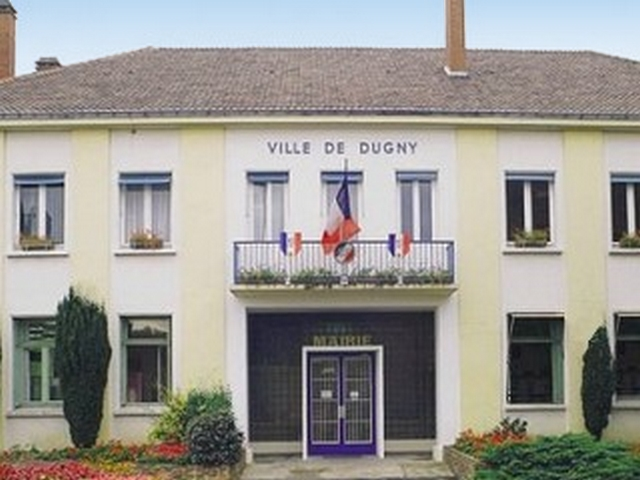
Rathaus in Dugny

Das Rathaus (französisch Mairie) in Dugny, einer französischen Stadt im Département Seine-Saint-Denis in der Region Île-de-France, wurde 1952 errichtet. Das Rathaus steht an der Rue de la Résistance.
Der zweigeschossige Bau mit acht Fensterachsen hat keine repräsentative Architektur, da die im Zweiten Weltkrieg zerstörte Mairie schnell durch einen preiswerten Neubau ersetzt werden musste.